# Grand Prix Formule 1 van Groot-Brittannië 1960
De Grand Prix Formule 1 van Groot-Brittannië 1960 werd gehouden op 16 juli op het circuit van Silverstone. Het was de zevende race van het seizoen.

## Uitslag
| Pos. | Nr. | Coureur             | Constructeur       | Rondes | Tijd / Oorzaak uitval | Grid | Punten |
| ---- | --- | ------------------- | ------------------ | ------ | --------------------- | ---- | ------ |
| 1    | 1   | Jack Brabham        | Cooper-Climax      | 77     | 2:04:24.3             | 1    | 8      |
| 2    | 9   | John Surtees        | Lotus-Climax       | 77     | + 49.6                | 11   | 6      |
| 3    | 7   | Innes Ireland       | Lotus-Climax       | 77     | + 1:29.6              | 5    | 4      |
| 4    | 2   | Bruce McLaren       | Cooper-Climax      | 76     | + 1 Ronde             | 3    | 3      |
| 5    | 12  | Tony Brooks         | Cooper-Climax      | 76     | + 1 Ronde             | 9    | 2      |
| 6    | 11  | Wolfgang von Trips  | Ferrari            | 75     | + 2 Rondes            | 7    | 1      |
| 7    | 10  | Phil Hill           | Ferrari            | 75     | + 2 Rondes            | 10   |        |
| 8    | 15  | Henry Taylor        | Cooper-Climax      | 74     | + 3 Rondes            | 16   |        |
| 9    | 14  | Olivier Gendebien   | Cooper-Climax      | 74     | + 3 Rondes            | 12   |        |
| 10   | 5   | Dan Gurney          | BRM                | 74     | + 3 Rondes            | 6    |        |
| 11   | 19  | Maurice Trintignant | Aston Martin       | 72     | + 5 Rondes            | 21   |        |
| 12   | 26  | David Piper         | Lotus-Climax       | 72     | + 5 Rondes            | 24   |        |
| 13   | 25  | Brian Naylor        | JBW-Maserati       | 72     | + 5 Rondes            | 18   |        |
| 14   | 16  | Masten Gregory      | Cooper-Maserati    | 71     | + 6 Rondes            | 14   |        |
| 15   | 21  | Gino Munaron        | Cooper-Castellotti | 70     | + 7 Rondes            | 25   |        |
| 16   | 8   | Jim Clark           | Lotus-Climax       | 70     | + 7 Rondes            | 8    |        |
| NF   | 4   | Graham Hill         | BRM                | 71     | Spin                  | 2    | S      |
| NF   | 24  | Lucien Bianchi      | Cooper-Climax      | 62     | Elektrisch probleem   | 17   |        |
| NF   | 6   | Jo Bonnier          | BRM                | 59     | Ophanging             | 4    |        |
| NF   | 3   | Chuck Daigh         | Cooper-Climax      | 58     | Oververhitting        | 19   |        |
| NF   | 17  | Ian Burgess         | Cooper-Maserati    | 58     | Motor                 | 20   |        |
| NF   | 18  | Roy Salvadori       | Aston Martin       | 46     | Stuur                 | 13   |        |
| NF   | 23  | Jack Fairman        | Cooper-Climax      | 46     | Benzinepomp           | 15   |        |
| NF   | 22  | Keith Greene        | Cooper-Maserati    | 12     | Oververhitting        | 22   |        |
| PO   | 3   | Lance Reventlow     | Cooper-Climax      |        | Teruggetrokken        |      |        |

## Noot
- Dit was de eerste snelste ronde en rondes als raceleider voor Graham Hill.
- Eerste podiumplaats voor John Surtees.

1926 · 1927 · 1948 · 1949 · 1950 · 1951 · 1952 · 1953 · 1954 · 1955 · 1956 · 1957 · 1958 · 1959 · 1960 · 1961 · 1962 · 1963 · 1964 · 1965 · 1966 · 1967 · 1968 · 1969 · 1970 · 1971 · 1972 · 1973 · 1974 · 1975 · 1976 · 1977 · 1978 · 1979 · 1980 · 1981 · 1982 · 1983 · 1984 · 1985 · 1986 · 1987 · 1988 · 1989 · 1990 · 1991 · 1992 · 1993 · 1994 · 1995 · 1996 · 1997 · 1998 · 1999 · 2000 · 2001 · 2002 · 2003 · 2004 · 2005 · 2006 · 2007 · 2008 · 2009 · 2010 · 2011 · 2012 · 2013 · 2014 · 2015 · 2016 · 2017 · 2018 · 2019 · 2020 · 2021 · 2022 · 2023 · 2024 · 2025 · 2026 · 2027 · 2028 · 2029 · 2030 · 2031 · 2032 · 2033 · 2034